# Catena Gletscherhorn-Blümlisalp-Balmhorn
La Catena Gletscherhorn-Blümlisalp-Balmhorn (in tedesco Gletscherhorn-Blümlisalp-Balmhorn-Kette) è un massiccio montuoso delle Alpi Bernesi. Si trova in Svizzera (Canton Vallese e Canton Berna).
Prende il nome dalle tre montagne più significative: il Gletscherhorn, il Blümlisalp ed il Balmhorn.

## Collocazione
Secondo le definizioni della SOIUSA la Catena Gletscherhorn-Blümlisalp-Balmhorn ha i seguenti limiti geografici: Passo Gemmi, torrente Schwarzbach, Kandersteg, Hohtürli, Sefinen Furgge, Louwitor, Lötschenlucke, Lötschental, fiume Rodano, torrente Dala, Passo Gemmi.
Essa raccoglie la parte centro-settentrionale delle Alpi Bernesi in senso stretto ed insieme alla Catena Aletschhorn-Bietschhorn forma il settore detto Alpi Bernesi Centrali.

## Classificazione
La SOIUSA definisce la Catena Gletscherhorn-Blümlisalp-Balmhorn come un supergruppo alpino e vi attribuisce la seguente classificazione:
- Grande parte = Alpi Occidentali
- Grande settore = Alpi Nord-occidentali
- Sezione = Alpi Bernesi
- Sottosezione = Alpi Bernesi in senso stretto
- Supergruppo = Catena Gletscherhorn-Blümlisalp-Balmhorn
- Codice =  I/B-12.II-D

## Suddivisione
La Catena Gletscherhorn-Blümlisalp-Balmhorn viene suddivisa in tre gruppi e sette sottogruppi:
- Gruppo Gletscherhorn-Hockenhorn (9)
  - Gruppo Gletscherhorn-Mittaghorn (9.a)
  - Gruppo dell'Hockenhorn (9.b)
- Gruppo Blümlisalp-Doldenhorn (10)
  - Gruppo del Blümlisalp (10.a)
  - Gruppo del Gspaltenhorn (10.b)
  - Gruppo del Doldenhorn (10.c)
- Gruppo Balmhorn-Torrenthorn (11)
  - Gruppo Ferdenrothorn-Torrenthorn (11.a)
  - Gruppo del Balmhorn (11.b)

## Montagne

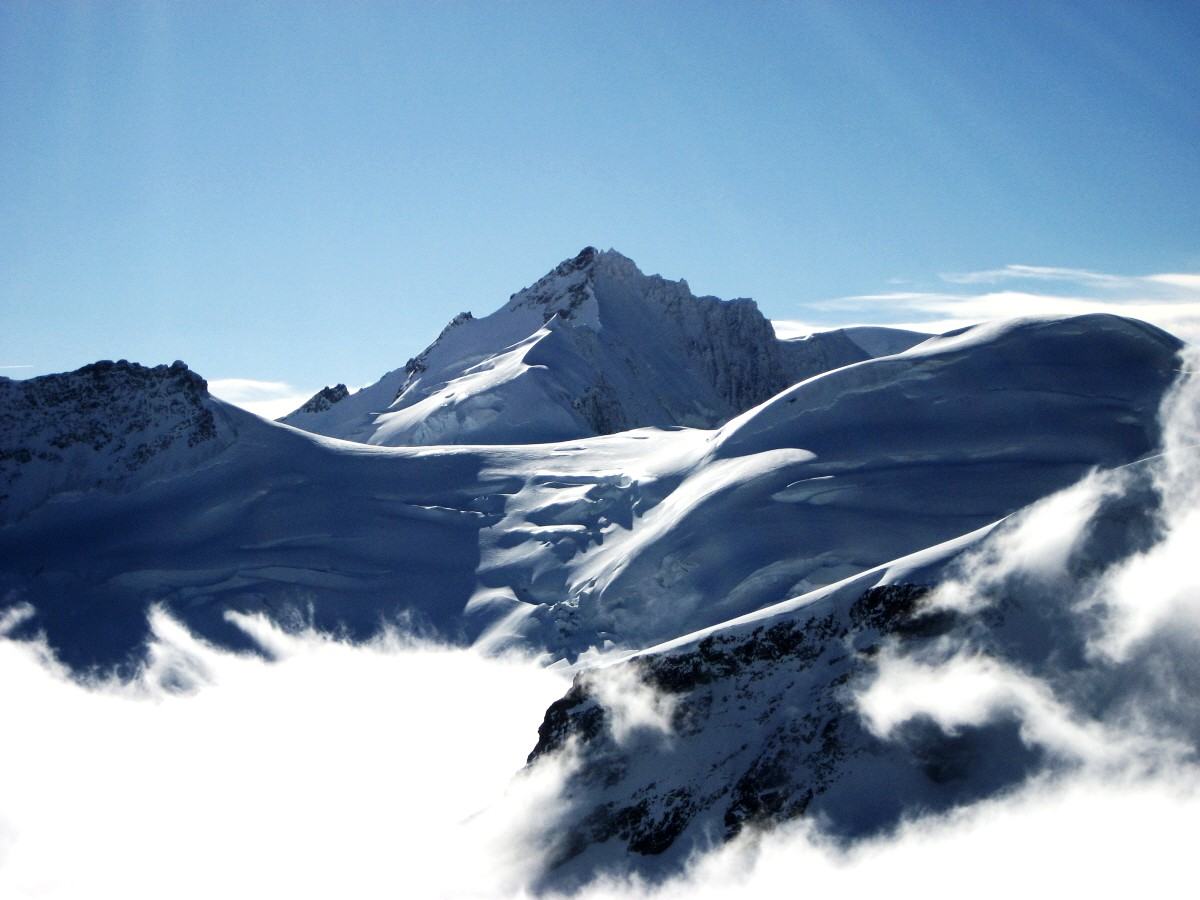
Il Gletscherhorn.

Le montagne principali appartenenti alla Catena Gletscherhorn-Blümlisalp-Balmhorn sono:
- Gletscherhorn - 3.983 m
- Äbeni Flue - 3.962 m
- Mittaghorn - 3.892 m
- Breithorn - 3.780 m
- Grosshorn - 3.754 m
- Balmhorn - 3.698 m
- Blümlisalp - 3.664 m
- Doldenhorn - 3.643 m
- Altels - 3.636 m
- Oeschinenhorn - 3.486 m
- Rinderhorn - 3.448 m
- Gspaltenhorn - 3.436 m
- Fründenhorn - 3.369 m
- Hockenhorn - 3.293 m
- Ferdenrothorn - 3.180 m
- Petersgrat - 3.163 m
- Torrenthorn - 2.998 m